# Borommaracha IV.
Borommaracha IV. (vollständiger Name: Somdet Phra Borommarachathirat Thi Si, Thai: สมเด็จพระบรมราชาธิราชที่4, auch: No Phutthangkun, Thai: หน่อพุทธางกูร, * 1502; † 1533) war von 1529 bis 1533 der zwölfte König des siamesischen Reiches von Ayutthaya. Seine Regierungszeit wird von anderen Chronisten in die Jahre 1509 bis 1514 (C.S. 871 bis 875) gelegt.

## Leben
Nachdem sein Vater Ramathibodi II. ihn zum Thronerben (Uparat) gemacht hatte, verbrachte Prinz Atityawong (Thai: พระอาทิตยวงศ์) drei Jahre als Gouverneur in Phitsanulok, bevor er als Borommaracha IV. im Wang Luang in Ayutthaya zum König gekrönt wurde. Er war gerade so lange König, dass es ihm gelang, die defensive Politik seines Vaters hinsichtlich der Unruhen im Norden fortzusetzen. Er schickte Gesandte nach Lan Na, um einen Friedensvertrag auszuhandeln. Er starb im Jahr 1533 an Pocken.
Als Borommaracha IV. starb, war sein einziger Sohn Prinz Ratsadathirat Kumar (Thai: พระรัษฎาธิราช กุมาร) gerade fünf Jahre alt. Er wurde zwar zum König gekrönt, er hielt dieses Amt aber nur fünf Monate, bevor er vom Halbbruder seines Vaters Chairacha ermordet wurde. Dieser ließ sich dann selber als Chairachathirat zum König krönen.
Der Chronist Jeremias Van Vliet, Kaufmann der VOC, der von 1633 bis 1642 in Ayutthaya lebte, beschreibt den König so: 

„Der Sohn von König Ramathibodi II. folgte seinem Vater auf den Thron im Alter von 27 Jahren. Er wollte den Titel Phra nicht akzeptieren, da er seiner Meinung nach nur Mönchen und göttlichen Wesen vorbehalten sei. Er ließ sich daher No Phutthangkun nennen. Am Anfang seiner Regierungszeit war der König sehr barmherzig, bis er merkte, dass er von seinen Mandarinen ausgenutzt wurde. Daraufhin änderte er seinen Charakter und regierte mit strenger Hand. Er war ein Kriegs-liebender Herrscher von großer Weisheit. Er war ein Feind von schlechten Richtern und bestrafte sie mit dem Tode. Daher legte er großen Wert darauf, dass diese Positionen mit frommen und aufrichtigen Männern besetzt wurden.
Auf dem Weg nach Pegu, wo er eine Stadt namens Choulok  erobern wollte, brach er zusammen und starb nach fünf Jahren Regierungszeit an Pocken. Sein Leben war generell mit Problemen belastet und keine fruchtbare Zeit.“